# Pedrinhas (Macapá)
Pedrinhas é um bairro do município brasileiro de Macapá, capital do estado do Amapá. Segundo o censo demográfico de 2022, realizado pelo Instituto Brasileiro de Geografia e Estatística (IBGE), sua população era de 4 700 habitantes e havia 1 283 domicílios particulares permanentes ocupados.
De acordo com o IBGE, em 2010 a população era de 4 928 habitantes e havia 1 058 domicílios particulares.